# Тупаново
Тупаново — деревня в Бабушкинском районе Вологодской области.
Входит в состав Бабушкинского сельского поселения, с точки зрения административно-территориального деления — в Леденьгский сельсовет.
Расстояние до районного центра села имени Бабушкина по автодороге — 15 км. Ближайшие населённые пункты — Тиноватка, Аксеново.
Население по данным переписи 2002 года — 4 человека.
В Тупаново расположены памятники архитектуры дом Меньшиковой, 2 жилых дома.